# Albatros L 78
Die Albatros L 78 ist ein deutsches Doppeldecker-Aufklärungsflugzeug der Albatros Flugzeugwerke in Berlin-Johannisthal. Es wurde in den 1920er Jahren in der Weimarer Republik im Rahmen der geheimen Wiederbewaffnung der Reichswehr entwickelt.

## Entwicklung
Die L 78 wurde von Walter Blume entworfen und basiert auf dem Fortgeschrittenen-Schulflugzeug L 75. Der Prototyp mit der Werknummer 10121 flog 1928 erstmals und wurde im November des Jahres als D–1524 zugelassen. Es folgten noch zwölf in Deutschland registrierte Exemplare, die ab September 1928 von der Deutschen Verkehrsfliegerschule (DVS) übernommen wurden oder an die bei Lipezk gelegene geheime Fliegerschule und Erprobungsstätte der Reichswehr in der Sowjetunion abgegeben wurden. Eventuell wurden auch einige Flugzeuge nicht registriert und direkt nach Lipezk geliefert, weshalb die gebaute Stückzahl etwas höher sein könnte als bekannt ist. Sie blieben dort bis 1932 im Einsatz; einige wurden danach zurück nach Deutschland gesandt und gingen an die DVS. Die letzten drei gebauten L 78 entstanden nach der Zwangsfusion von Albatros und Focke-Wulf zwischen 1931 und 1933.
Der Prototyp kam im Juli 1930 zur Deutschen Versuchsanstalt für Luftfahrt nach Berlin-Adlershof, wo er unter der Bezeichnung L 78 U mit einem Motor BMW VIU und Vierblattluftschraube von Heine erprobt wurde. Die D–1988 und die D–2093 flogen ab April 1931 bzw. 1932 ebenfalls bei der DVL. Die Werknummer 10157, D–1791, wurde ab Februar 1930 für den Reichsverband der Deutschen Luftfahrt-Industrie (RDL) eingetragen und ging nach Berlin-Staaken.
Im Gegensatz zu ihrer Vorgängerin L 76 erwies sich die L 78 als gut konstruiertes Flugzeug. Die Erprobung in Lipezk ergab ein leichtes Flug- und Landeverhalten, gute Ruderwirksamkeit und Wendigkeit. Eine Neigung zum Trudeln, die bei der L 76 zu mehreren tödlichen Unfällen geführt hatte, war bei der L 78 nicht vorhanden. Sie besaß eine hohe Eigenstabilität und der bei ihr nur schwer herbeizuführende Trudelzustand konnte problemlos wieder beendet werden.

## Konstruktion
Die L 78 ist ein verspannter Doppeldecker in Gemischtbauweise mit einem stoffbespannten Rumpf aus einem geschweißten Stahlrohrgerüst mit querverschweißten Stahlstreben im vorderen und Drahtauskreuzungen im hinteren Teil; der Bugbereich ist mit Metallblechen beplankt. Zwischen dem Triebwerk und dem 480 l fassenden Haupttank befindet sich ein Brandschott aus Stahlblech. Ein Notbehälter für 39 l Kraftstoff ist unter dem Führersitz installiert. Das einstielige und leicht gestaffelte Tragwerk besteht aus zwei Holmen und Rippen. Die Unterseiten der unteren Tragflächen sind zwischen den Holmen sperrholzbeplankt, die übrigen Flächen mit Stoff bespannt. Eventuell sind in der Flügelnase des Baldachins ein weiterer, als Falltank ausgebildeter Kraftstoffbehälter sowie ein Wasserausgleichstank dahinter untergebracht. Ober- und Unterflügel sind mit N-Streben verbunden und verfügen beide über Querruder, die durch Stoßstangen verbunden sind. Das Leitwerk ist ein stoffbespanntes Stahlrohrgerüst und normal ausgeführt, die Höhenflosse ist mit je einem I-Stiel pro Seite abgestützt. Das starre Hauptfahrwerk ist geteilt mit Druckgummifederung und Öldämpfung in den vorderen Streben. Am Heck befindet sich ein Schleifsporn.

## Technische Daten
| Kenngröße                                | Daten                                                                                                  |
| ---------------------------------------- | --- |
| Besatzung                                | 2 |
| Spannweite                               | 12,76 m                                                                                                |
| Flügelfläche                             | ≈ 37 m²                                                                                                |
| Flächenleistung                          | 17 PS/m²                                                                                               |
| Antrieb                                  | ein wassergekühlter Zwölfzylinder-Viertakt-V-Motor                                                     |
| Typ                                      | BMW VI 5,5                                                                                             |
| Startleistung Nennleistung Dauerleistung | 630 PS (463 kW) bei 1650/min 600 PS (441 kW) bei 1620/m am Boden 500 PS (368 kW) bei 1560/min am Boden |
| Kraftstoffvorrat                         | 366 kg (488 l)                                                                                         |
| Bewaffnung                               | zwei starre MG ein bewegliches MG                                                                      |